# 16 juillet 1914
Le jeudi 16 juillet 1914 est le 197e jour de l'année 1914.

## Naissances
- August Lešnik (mort le 24 février 1992), joueur de football croate
- Divito (mort le 5 juillet 1968), dessinateur (auteur de bande dessinée, illustrateur, dessinateur humoristique) et éditeur argentin
- Henoch Raberaba (mort en 1975), peintre aborigène australien
- Louis Lochet (mort le 5 septembre 2002), prêtre, auteur de livres de spiritualité
- Pierre Jounel (mort le 14 novembre 2004), prêtre diocésain français
- Silvio Leonardi (mort le 21 avril 1990), ingénieur et homme politique italien

## Décès
- Charles Poulié (né le 4 février 1845), personnalité politique française

## Événements
- France : 5 ans après la chambre des députés, le sénat adopte à son tour l’instauration de l'impôt sur le revenu, mais ajoute des déductions fiscales pour les familles avec enfants (ancêtre du quotient familial)  de 5 % par enfant jusqu'au sixième.
- Création du hameau Thorhild au Canada